# サルコシンオキシダーゼ
サルコシンオキシダーゼ(sarcosine oxidase)は、次の化学反応を触媒する酸化還元酵素である。
サルコシン + H2O + O2 {\displaystyle \rightleftharpoons } グリシン + ホルムアルデヒド + H2O2
反応式の通り、この酵素の基質はサルコシンとH2OとO2、生成物はグリシンとホルムアルデヒドとH2O2である。
組織名はsarcosine:oxygen oxidoreductase (demethylating)である。